# Triple Entente

Alianzas militares europeas en 1914. Los aliados de la Triple Entente en verde y las Potencias Centrales de la Triple Alianza en marrón.

La Triple Entente (o «Triple Inteligencia») fue un pacto firmado en 1910, conformado por la alianza franco-rusa, la Entente Cordiale franco-británica de 1904 y el acuerdo ruso-británico de 1907. La República francesa se comprometió a entrar en guerra contra el Imperio alemán si éste atacaba al Imperio ruso, y, por el otro lado, el Reino Unido solo se comprometió a prestar apoyo diplomático.
Eric J. Hobsbawm, en su libro Historia del siglo XX, la define de esta manera: triple entente, constituida por Francia, Reino Unido y el Imperio ruso. El Reino de Serbia y Bélgica se incorporaron a la triple entente inmediatamente como consecuencia del ataque austriaco contra Serbia (que, de hecho, desencadenó el inicio de las hostilidades) y el ataque de Alemania contra Bélgica.
La nueva potencia mundial, Alemania, gobernada por Guillermo II de Alemania, en 1890 consiguió que no más de tres potencias que tenían importantes diferencias entre sí, Francia, Reino Unido de Gran Bretaña e Irlanda y el Imperio ruso, se aproximaran y terminaran por coaligarse como la Aliada Mayor Nacionalista para hacer frente a la Triple Alianza del Imperio alemán, Imperio austrohúngaro y el Reino de Italia.
En 1907, aún no hay una alianza en sentido estricto. Los británicos, en especial, trataron de mantenerse libres de obligaciones. Sin embargo, las sucesivas crisis que fueron jalonando el camino hacia la I Guerra mundial fueron haciendo cada vez más sólida la Entente.
La crisis definitiva del verano de 1914 demostró el funcionamiento de la alianza al terminar implicando en el conflicto a las tres potencias signatarias.

## Las otras uniones
Tras el abandono de la Triple Alianza por parte del Reino de Italia en 1915, esta abandonaría a las potencias centrales y se uniría a la Entente por sus intereses imperialistas.

## Entente definitiva
- Reino de Rumanía
- Portugal
- Bélgica
- Estados Unidos
- Reino de Serbia
- Reino de Grecia
- Imperio ruso
- Reino Unido (junto con sus colonias/protectorados)
- Francia

## Aliados sobrantes
- Costa Rica
- Brasil